# Campeonato Mundial de Patinação Artística no Gelo de 1984
O Campeonato Mundial de Patinação Artística no Gelo de 1984 foi a septuagésima quarta edição do Campeonato Mundial de Patinação Artística no Gelo, um evento anual de patinação artística no gelo organizado pela União Internacional de Patinação (em inglês:  International Skating Union) onde os patinadores artísticos competem pelo título de campeão mundial. A competição foi disputada entre os dias 8 de março e 13 de março, na cidade de Ottawa, Ontário, Canadá.

## Eventos
- Individual masculino
- Individual feminino
- Duplas
- Dança no gelo

## Medalhistas
| Evento                        | Ouro                                           | Prata                                                 | Bronze                                              |
| Individual masculino detalhes | Scott Hamilton · Estados Unidos                | Brian Orser · Canadá                                  | Alexander Fadeev · União Soviética                  |
| Individual feminino detalhes  | Katarina Witt · Alemanha Oriental              | Anna Kondrashova · União Soviética                    | Elaine Zayak · Estados Unidos                       |
| Duplas detalhes               | Barbara Underhill · Paul Martini · Canadá      | Elena Valova · Oleg Vasiliev · União Soviética        | Sabine Baeß · Tassilo Thierbach · Alemanha Oriental |
| Dança no gelo detalhes        | Jayne Torvill · Christopher Dean · Reino Unido | Natalia Bestemianova · Andrei Bukin · União Soviética | Judy Blumberg · Michael Seibert · Estados Unidos    |

## Resultados

### Individual masculino
| Pos.              | Nome                  | Nacionalidade      | Pontos |
| ----------------- | --------------------- | ------------------ | ------ |
| Medalha de ouro   | Scott Hamilton        | Estados Unidos     | 3.0    |
| Medalha de prata  | Brian Orser           | Canadá             | 6.0    |
| Medalha de bronze | Alexander Fadeev      | União Soviética    | 7.2    |
| 4                 | Jozef Sabovčík        | Tchecoslováquia    | 8.0    |
| 5                 | Rudi Cerne            | Alemanha Ocidental | 8.2    |
| 6                 | Brian Boitano         | Estados Unidos     | 13.0   |
| 7                 | Heiko Fischer         | Alemanha Ocidental | 14.0   |
| 8                 | Vladimir Kotin        | União Soviética    | 14.2   |
| 9                 | Gordon Forbes         | Canadá             | 17.6   |
| 10                | Gary Beacom           | Canadá             | 20.6   |
| 11                | Grzegorz Filipowski   | Polônia            | 24.0   |
| 12                | Fernand Fédronic      | França             | 24.2   |
| 13                | Mark Cockerell        | Estados Unidos     | 26.0   |
| 14                | Masaru Ogawa          | Japão              | 27.0   |
| 15                | Didier Monge          | França             | 28.0   |
| Seção B           |                       |                    |        |
| 16                | Petr Barna            | Tchecoslováquia    | 17.2   |
| 17                | Thomas Hlavik         | Áustria            | 19.0   |
| 18                | Alessandro Riccitelli | Itália             | 22.0   |
| 19                | Miljan Begović        | Iugoslávia         | 22.6   |
| 20                | Paul Robinson         | Reino Unido        | 25.6   |
| 21                | András Száraz         | Hungria            | 26.8   |
| 22                | Perry Meek            | Austrália          | 28.0   |
| 23                | Lars Dresler          | Dinamarca          | 30.2   |
| 24                | Fernando Soria        | Espanha            | 32.6   |
| 25                | Jae-Hyung Cho         | Coreia do Sul      | 35.0   |
| WD                | Norbert Schramm       | Alemanha Ocidental | ─      |

### Individual feminino
| Pos.              | Nome               | Nacionalidade      | Pontos |
| ----------------- | ------------------ | ------------------ | ------ |
| Medalha de ouro   | Katarina Witt      | Alemanha Oriental  | 2.0    |
| Medalha de prata  | Anna Kondrashova   | União Soviética    | 6.2    |
| Medalha de bronze | Elaine Zayak       | Estados Unidos     | 9.4    |
| 4                 | Kira Ivanova       | União Soviética    | 9.4    |
| 5                 | Kay Thomson        | Canadá             | 11.6   |
| 6                 | Manuela Ruben      | Alemanha Ocidental | 12.6   |
| 7                 | Midori Ito         | Japão              | 15.2   |
| 8                 | Elizabeth Manley   | Canadá             | 17.4   |
| 9                 | Sanda Dubravčić    | Iugoslávia         | 18.0   |
| 10                | Sandra Cariboni    | Suíça              | 23.6   |
| 11                | Myriam Oberwiler   | Suíça              | 25.2   |
| 12                | Susan Jackson      | Reino Unido        | 25.2   |
| 13                | Karin Telser       | Itália             | 26.0   |
| 14                | Constanze Gensel   | Alemanha Oriental  | 26.2   |
| 15                | Katrien Pauwels    | Bélgica            | 29.6   |
| 16                | Parthena Sarafidis | Áustria            | 30.6   |
| 17                | Agnès Gosselin     | França             | 31.4   |
| 18                | Cornelia Tesch     | Alemanha Ocidental | 31.4   |
| 19                | Elise Ahonen       | Finlândia          | 35.0   |
| 20                | Susanna Peltola    | Finlândia          | 37.0   |
| 21                | Tamara Téglássy    | Hungria            | 39.4   |
| 22                | Diana Zovko        | Austrália          | 44.2   |
| 23                | Hyi Sung Kim       | Coreia do Sul      | 45.4   |

### Duplas
| Pos.              | Nome                               | Nacionalidade      | Pontos |
| ----------------- | ---------------------------------- | ------------------ | ------ |
| Medalha de ouro   | Barbara Underhill / Paul Martini   | Canadá             | 1.8    |
| Medalha de prata  | Elena Valova / Oleg Vasiliev       | União Soviética    | 2.4    |
| Medalha de bronze | Sabine Baeß / Tassilo Thierbach    | Alemanha Oriental  | 4.6    |
| 4                 | Larisa Selezneva / Oleg Makarov    | União Soviética    | 5.2    |
| 5                 | Katherina Matousek / Lloyd Eisler  | Canadá             | 7.0    |
| 6                 | Birgit Lorenz / Knut Schubert      | Alemanha Oriental  | 9.2    |
| 7                 | Cynthia Coull / Mark Rowsom        | Canadá             | 9.8    |
| 8                 | Veronika Pershina / Marat Akbarov  | União Soviética    | 10.4   |
| 9                 | Babette Preußler / Tobias Schröter | Alemanha Oriental  | 13.4   |
| 10                | Lea Ann Miller / William Fauver    | Estados Unidos     | 13.6   |
| WD                | Claudia Massari / Leonardo Azzola  | Alemanha Ocidental | ─      |
| WD                | Jill Watson / Burt Lancon          | Estados Unidos     | ─      |

### Dança no gelo
| Pos.              | Nome                                  | Nacionalidade      | Pontos |
| ----------------- | ------------------------------------- | ------------------ | ------ |
| Medalha de ouro   | Jayne Torvill / Christopher Dean      | Reino Unido        | 2.0    |
| Medalha de prata  | Natalia Bestemianova / Andrei Bukin   | União Soviética    | 4.4    |
| Medalha de bronze | Judy Blumberg / Michael Seibert       | Estados Unidos     | 5.6    |
| 4                 | Marina Klimova / Sergei Ponomarenko   | União Soviética    | 8.0    |
| 5                 | Karen Barber / Nicholas Slater        | Reino Unido        | 10.0   |
| 6                 | Tracy Wilson / Robert McCall          | Canadá             | 12.8   |
| 7                 | Elena Batanova / Alexei Soloviev      | União Soviética    | 14.0   |
| 8                 | Carol Fox / Richard Dalley            | Estados Unidos     | 14.2   |
| 9                 | Petra Born / Rainer Schönborn         | Alemanha Ocidental | 18.0   |
| 10                | Elisa Spitz / Scott Gregory           | Estados Unidos     | 20.4   |
| 11                | Kelly Johnson / John Thomas           | Canadá             | 22.2   |
| 12                | Wendy Sessions / Stephen Williams     | Reino Unido        | 23.4   |
| 13                | Isabella Micheli / Roberto Pelizzola  | Itália             | 26.0   |
| 14                | Marianne von Bommel / Wayne Deweyert  | Países Baixos      | 28.0   |
| 15                | Antonia Becherer / Ferdinand Becherer | Alemanha Ocidental | 30.0   |
| 16                | Kathrin Beck / Christoff Beck         | Áustria            | 32.0   |
| 17                | Noriko Sato / Tadayuki Takahashi      | Japão              | 34.0   |
| 18                | Klára Engi / Attila Tóth              | Hungria            | 36.0   |
| 19                | Salome Brunner / Markus Merz          | Suíça              | 38.6   |
| 20                | Martine Olivier / Philippe Boissier   | França             | 39.4   |
| 21                | Liane Telling / Michael Fisher        | Austrália          | 42.0   |

## Quadro de medalhas
| Ordem | País              | Medalha de ouro | Medalha de prata | Medalha de bronze |    | Ordem por total |
| ----- | ----------------- | --------------- | ---------------- | ----------------- | -- | --------------- |
| 1     | Canadá            | 1               | 1                |                   | 2  | 3               |
| 2     | Estados Unidos    | 1               |                  | 2                 | 3  | 2               |
| 3     | Alemanha Oriental | 1               |                  | 1                 | 2  | 3               |
| 4     | Reino Unido       | 1               |                  |                   | 1  | 5               |
| 5     | União Soviética   |                 | 3                | 1                 | 4  | 1               |
| TOTAL | TOTAL             | 4               | 4                | 4                 | 12 | —               |